# ライアン・ハンコック
ライアン・リー・ハンコック（Ryan Lee Hancock , 1971年11月11日 - ）は、アメリカ合衆国出身の元プロ野球選手（投手）。

## 来歴・人物
1993年6月3日にドラフトで指名を受け、8月3日にカリフォルニア・エンゼルスと入団契約。マイナーA-級のボイシ・ホークスでプレー。
1994年に、A+級のレイクエルシノア・ストームで、同年途中から1995年まで、AA級テキサスリーグのミッドランド・エンゼルスでプレー。
1996年に、AAA級のバンクーバー・カナディアンズおよびMLBのカリフォルニア・エンゼルスでプレー。
1997年に、AAA級のバンクーバー・カナディアンズでプレーの後、同年8月13日にサンディエゴ・パドレスへトレードされ、AAA級のラスベガス・スターズでプレー。
1998年に、福岡ダイエーホークスと年俸5,000万円で契約。ファームで4試合登板した後、右肩関節周囲炎で戦線離脱し、1軍登板なく帰国。同年8月24日に、ライアン・トンプソンと共に解雇された。
1999年に、ウエスタン・ベースボール・リーグ（独立リーグ）のザイオン・パイオニアーズおよびAA級エリー・シーウルブズでプレー。

## 詳細情報

### 年度別投手成績
| 年 度    | 球 団    | 登 板 | 先 発 | 完 投 | 完 封 | 無 四 球 | 勝 利 | 敗 戦 | セ 丨 ブ | ホ 丨 ル ド | 勝 率 | 打 者 | 投 球 回 | 被 安 打 | 被 本 塁 打 | 与 四 球 | 敬 遠 | 与 死 球 | 奪 三 振 | 暴 投 | ボ 丨 ク | 失 点 | 自 責 点 | 防 御 率 | W H I P |
| -------- | -------- | ----- | ----- | ----- | ----- | -------- | ----- | ----- | -------- | ----------- | ----- | ----- | -------- | -------- | ----------- | -------- | ----- | -------- | -------- | ----- | -------- | ----- | -------- | -------- | ------- |
| 1996     | CAL      | 11    | 4     | 0     | 0     | 4        | 4     | 1     | 0        | 0           | .800  | 130   | 27.2     | 34       | 2           | 17       | 1     | 2        | 19       | 2     | 0        | 23    | 23       | 7.48     | 1.84    |
| MLB：1年 | MLB：1年 | 11    | 4     | 0     | 0     | 0        | 4     | 1     | 0        | 0           | .800  | 130   | 27.2     | 34       | 2           | 17       | 1     | 2        | 19       | 2     | 0        | 23    | 23       | 7.48     | 1.84    |

### 背番号
- 60 （1996年）
- 50 （1998年）